# Crkva Sveta Mati Slobode
Crkva Sveta Mati Slobode je katoličko marijansko svetište na Jarunu u Zagrebu. 
Crkvu je posvetio zagrebački kardinal Josip Bozanić 12. studenoga 2000. godine, a u samoj povelji posvete piše da je crkva podignuta kao „zadužbina hrvatskih katolika da se u njoj trajno prikazuje Kristova žrtva za sve koji su darovali živote za dobrobit i slobodu svoje domovine, u čast Blažene Djevice Marije, na slavu Trojedinoga Boga“. Crkva je zamišljena za vrijeme Domovinskoga rata kao marijansko svetište nazvano "Sveta Mati Slobode". Ime sadrži simboliku, s jedne strane Marije, Isusove Majke, a s druge strane ustrajnih vjerničkih molitvi, osobito sv. krunice, za uspjeh, zdravlje i sreću preživjelih, i za vječni mir u Bogu preminulih branitelja. Imena 15.840 poginulih u Domovinskom ratu zapisana su u Svetištu. Ideju o izgradnji pokrenuo je don Petar Šimić. Zavjetna crkva izgrađena je prema rješenju arhitekta Nikole Bašića (autor Pozdrava Suncu i Morskih orgulja u Zadru te spomen križeva na Kornatima).
Ime crkve odabrao je zagrebački kardinal Franjo Kuharić iz drevnih litanija Majke Božje Trsatske. Litanije se nalaze u molitveniku «Raj duše» što ga je Katarina Zrinski, dala tiskati 1560. u Padovi. Litanije su nastale kao molitveni zazivi Majci Božjoj u doba kad je Hrvatska pod najezdom osmanlijskih osvajanja svedena na Ostatke ostataka.
Unutrašnjost crkve je u minimalističkom stilu. Osim postaja križnoga puta postoje kipovi koji predstavljaju Isusa i Blaženu Djevicu Mariju te dvije slike, koje prikazuju sv. don Bosca i Blaženu Djevicu Mariju neposredno iza Isusovog kipa. Iza oltara je skulptura hostije s Isusovim likom u sredini, napravljena minimalistički u plitkome bijelome reljefu. 
Hrvatski novčarski zavod objavio je zlatne i srebrne medalje s likom crkve Sveta Mati Slobode.

## Galerija
- Crkva Sveta Mati Slobode u Zagrebu
- Gospin kip
- Pogled na crkvu
- Pogled na oltar
- Oltar
- Slika sv. don Bosca
- Pogled na zvonik s dvorišne strane
- Skulptura ispred ulaza u crkvu